# 裸泳

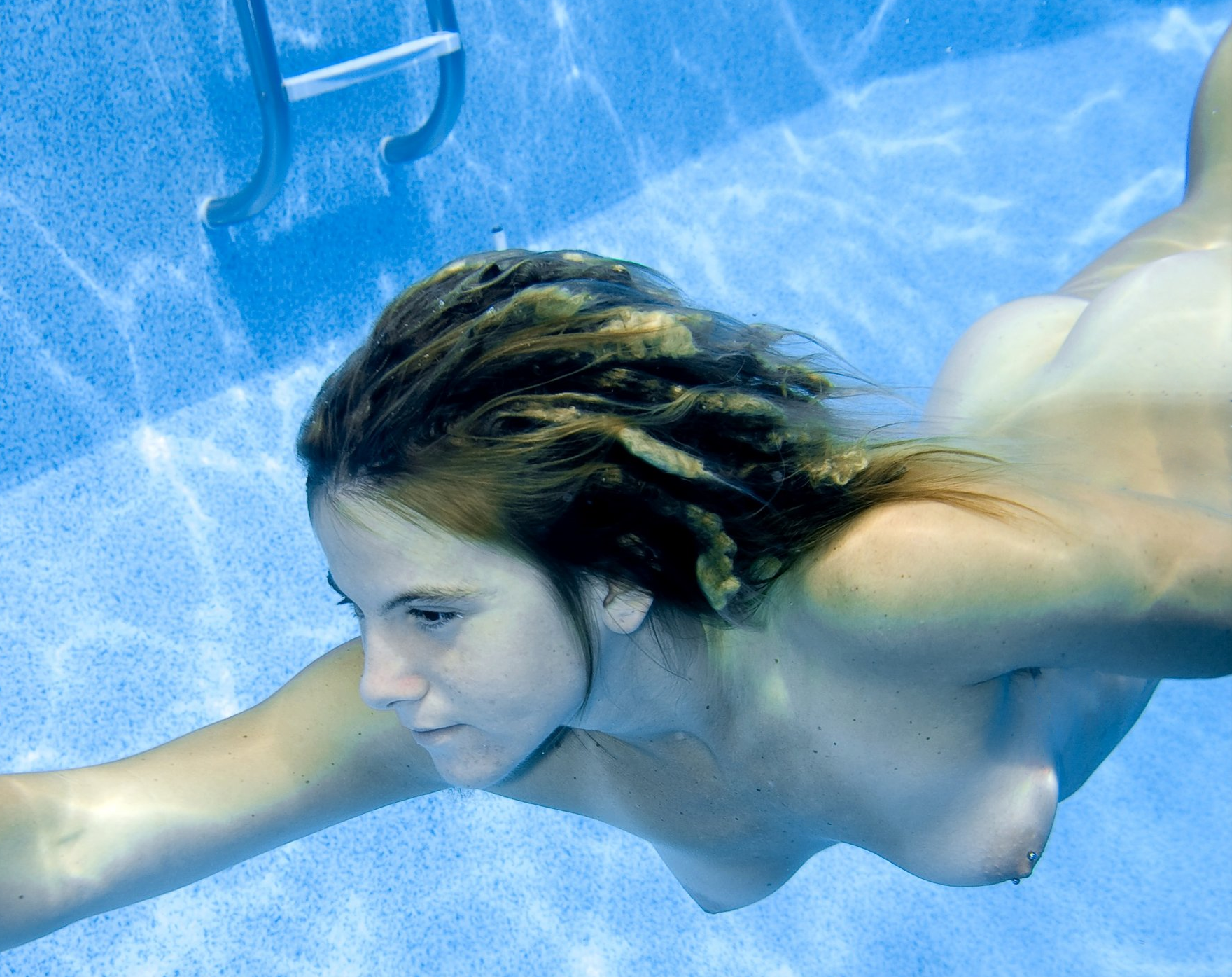
水中裸泳

裸泳指不穿任何衣物，全身裸體地游泳。有一些民族有裸泳的習俗，一些天體主義者也喜歡裸泳。裸泳在歐美地區比較盛行，尤其在那裡的裸體沙灘。